# Кольридж, Сэмюэл Тейлор
Сэ́мюэл Те́йлор Ко́льридж (также Ко́лридж, англ. Samuel Taylor Coleridge; 21 октября 1772, Оттери-Сент-Мэри, Девон — 25 июля 1834, Хайгейт) — английский поэт-романтик, критик и философ, выдающийся представитель «озёрной школы». Отец поэтессы Сары Кольридж (1802—1852) и литератора Хартли Кольриджа (1796—1849).

## Биография
Сэмюэл Кольридж был младшим из десяти детей своего отца, служившего пастором в Девоне. В 9 лет был отправлен в лондонскую школу Christ’s Hospital, где провёл детство и где его единственным товарищем был знаменитый впоследствии Чарльз Лэмб. В 1791 году поступил в Кембридж, занимался классической литературой, но был исключён из университета за сочувствие республиканским идеям. Он увлёкся идеями французской революции и начал вести страстную пропаганду в её защиту. Вместе с поэтом Робертом Саути, также выгнанным из школы «за вольнодумство», читал в Бристоле лекции на политические и исторические темы, издавал брошюры и газету «Хранитель» (The Watchman; вышло 8 номеров). Вдохновлённый революционными идеями, написал стихотворение «Взятие Бастилии» (1789).
Разочаровавшись во Французской революции, он неожиданно для самого себя завербовался в солдаты и только через несколько месяцев освободился от службы. При помощи друзей Кольридж вернулся в университет, где пробыл до 1794 года. В этот год он совместно с Р. Саути пишет трагедию «Падение Робеспьера» (1794), в которой осуждается революционный террор.
Разочаровавшись в «старой Европе», вдвоём они решили ехать в «свободную Америку», чтобы организовать там коммуну, которую Кольридж намеревался назвать Пантисократией. Поездка не состоялась из-за отсутствия средств. Вслед за этим для Кольриджа наступил период окончательного разочарования во всех революционных и просветительских идеалах.
В 1795 году Кольридж и Саути поселились в Бристоле и женились на двух сестрах Фрикер. Кольриджу пришлось думать о заработке; публичные лекции, которые он читал с этой целью, были полны нападок на могущественного в то время премьер-министра Уильяма Питта-младшего и были изданы под заглавием Conciones ad populum. Материального успеха они не имели, как и предпринятое Кольриджем издание еженедельной газеты Watchman, имевшей в самом начале много подписчиков благодаря красноречию Кольриджа, объездившего несколько графств для продвижения газеты. К числу многих неудавшихся попыток устроиться принадлежит также издание первого стихотворного сборника Кольриджа, озаглавленного Juvenile poems (1796).
Кольридж становится романтиком, уйдя с головой в первобытные времена и средневековье. Письма Кольриджа за это время свидетельствуют о тяжких домашних обстоятельствах поэта, бедности и первых зачатках болезни, породивших у него страсть к опиуму. В 1797 году семья Кольриджа переехала в деревню Альфоксден. Там он жил там по соседству с Уильямом Вордсвортом и находился в постоянном общении с ним; они часто совершали совместные прогулки и экскурсии. К этому лучшему времени поэтического творчества Кольриджа относятся стихотворения «Genevieve», «Кубла-хан, или Видение во сне», «Dark Ladie» и лучшие из его больших поэм «Сказание о старом мореходе» и «Кристабель». В 1798 году он нашёл издателя для первого издания «Лирических баллад» («Lyrical Ballads», совместно с Вордсвортом); этот сборник стал манифестом английского романтизма. Период творческого подъёма продолжался не более двух лет, в течение которых поэтом были созданы лучшие его произведения.
На средства меценатов Кольридж и Вордсворт с сестрой посетили Германию, где слушали лекции в Гёттингенском университете, изучали немецкую литературу и философию. Это путешествие оказало громадное влияние на развитие его философского миросозерцания.

## «Озёрная школа»
В следующем году оба поэта объездили Озёрный край, и Кольридж вынес оттуда глубокие впечатления о красоте своей родины. В том же году Кольридж стал работать в «The Morning Post»; его политические статьи отличались больше всего нападками на Питта; вскоре, однако, он изменил политике и поселился с семьёй на озёрах, недалеко от Вордсворта и Саути. Соседство трёх сродных по духу поэтов привело к придуманной журналом «Edinburgh Review» кличке «Озёрная школа». Тем временем здоровье Кольриджа пошатнулось. Он ездил на остров Мальту, но вернулся домой ещё более нездоровым, и развившаяся наклонность к опиуму ослабляла его умственную деятельность. Поэтическое творчество его шло на спад, и главным интересом периода 1801—1816 годов является издание еженедельных очерков политического и философского содержания «The Friend».
Борьба с опиумом лишала его сил работать, к тому же он жил отдельно от семьи, у чужих. За эти годы в нём совершился религиозный переворот; он стал верующим человеком, христианином и стал много писать по религиозным и философским вопросам. Все его прозаические произведения написаны в это время; главные из них — «Two-Lay Sermons» «Biographia Literaria», «Aids to Reflection», «Church and State», «Literary Remains» и религиозные размышления, озаглавленные «Confessions of an Inquiring Spirit». Кольридж распространял свои идеи и в беседах; его домик в Хайгейте был местом притяжения лучших умов того времени, приезжавших слушать престарелого философа-поэта. Некоторый отголосок этих бесед сохранился в составленной его племянником и зятем книге «Table Talk».
Кольридж умер в 1834 году в Хайгейте (Лондон), где так долго прожил.

## Творчество
При жизни Кольриджа его значение как философа и учителя затмевали все остальные свойства его таланта, но потомство видит в нём главным образом поэта, автора «Сказания о старом мореходе», «Кристабель» и других поэм, в которых странным образом перепутывается действительность с вымыслом. Кольридж представитель одной стороны английского романтизма — его стремления к чудесному. «Лирические баллады» задуманы были Кольриджем вместе с Вордсвортом во время их юношеских скитаний по горам; они мечтали вдвоём о возрождении английской поэзии, погибающей в переживании псевдоклассических традиций XVIII века.
Вордсворт избрал для себя область простой, повседневной жизни, задавшись целью внести поэзию в описание самых обыкновенных событий деревенского и городского быта, Кольридж же, наоборот, выбрал область событий и характеров фантастического или, по меньшей мере, романтического жанра, сообщая им человеческий интерес и то подобие действительности, которое побеждает инстинктивное неверие и увлекает читателей.
Этот постепенный переход от действительности к чистой фантазии — основной приём Кольриджа, магически действующий в «Старом мореходе», где инциденты обыкновенного морского путешествия постепенно переходят в область чудесного, где естественное и сверхъестественное сливаются в неразрывное целое; английская критика справедливо утверждает, что со времени Шекспира не было столь «реальной фантастичности» в английской поэзии.
Все баллады Кольриджа имеют тот же характер фантастичности, коренящейся в национальных преданиях, и вся его поэзия проникнута характерным меланхолическим настроением и вдумчивым отношением к природе. В своих критических статьях и лекциях Кольридж обнаружил редкие качества критика-философа. Лучшие из его критических этюдов — это главы о Вордсворте в его «Biographia Literaria» и заметки о Шекспире в «Literary Remains».
С Вордсвортом он во многом расходился, был противником его теории о тождественности языка поэзии и прозы, но глубоко понимал его поэзию, и в своей статье высказал очень интересные и оригинальные мысли об истинном значении поэзии и происхождении размеренной, поэтической речи. В статье о Шекспире Кольридж внёс новый метод изучения Шекспира, противоположный доктринальной критике доктора Джонсона, пытающийся подступить с психологическими объяснениями к творчеству Шекспира. Он первый разрушил распространённое в XVIII в. мнение об экстравагантности и разнузданности великого драматурга, и его разбор Гамлета лег в основание Шлегелевских комментариев.
В философии Кольриджа был проповедником трансцендентализма (в чём повлиял на ряд будущих американских мыслителей этого направления, включая Ральфа Уолдо Эмерсона), явившегося как реакция против материализма XVIII века. Он всегда стремился к познанию основных принципов, к «исканию абсолютного». Его философские взгляды изложены главным образом в «Aids to Reflection», «The friend», «The Biographia Literaria» и составляли содержание его бесед в Хайгейте, воспроизведённых отчасти в «Table Talk». Во всех этих книгах Кольридж старается установить связь германской метафизики, к которой он сам примыкал, с классическим, априорным пониманием мира у Платона. Критика Кольриджа, его стремление проследить в конкретных, ограниченных, видимых произведениях искусства смутную, невидимую и сравнительно бесконечную душу художника, составляют проповедь проникновения в явления, «покрытые завесой».

## Политические взгляды
В молодости Кольридж увлекался либерализмом, активно поддерживал идеи Джона Локка, был идеологом Французской революции. Однако, увидев её результаты, он начал постепенно отходить от своих прежних идеалов, что отразилось и на его творчестве. В более зрелые годы идеология Кольриджа сместилась в сторону консерватизма, хотя он и не отрицал необходимость изменений для стабильности политической системы. Вместе с тем, его мысль оказала влияние на складывавшийся радикализм Джона Стюарта Милля, называвшего Кольриджа наряду с Джереми Бентамом «двумя величайшими умами», которым страна будет благодарна «за революцию в самом стиле мышления». Кольридж полагал, что именно Англия реализует модель идеального политического устройства, так как оно сочетает в своих институтах стабильные и изменчивые элементы. К первым относятся монархическое устройство, наличие несменяемой группы крупных собственников в парламенте, другая часть членов которого, однако, постоянно циркулирует, создавая необходимую динамику.
Консерватизм Кольриджа ярко проявился в его отношении к режиму избирательного права в Англии. Он отрицательно отнёсся к идее о даровании его всем английским мужчинам вне зависимости от их материального положения. Кольридж отрицал идею о существовании всеобщих прав граждан, полагая, что они должны порождаться определёнными обязанностями. Таковые обнаруживаются у держателей собственности, и поэтому имущественный ценз для желающих голосовать на выборах представляется необходимым. В связи с этим поэт критиковал практику преобразований якобинцев, которые даровали права всему населению Франции. Он был убеждён, что природа человека не может позволить ему иметь больше прав, чем обязанностей. Кроме того, Кольридж негативно оценивал радикализм предпринятых во Франции мероприятий, говоря о том, что они способствовали разрушению веками складывавшейся системы общественных отношений.

## Переводы
Из произведений Кольриджа целиком переведён на русский язык «Старый матрос», Ф. Б. Миллером («Библиотека для чтения», 1851, т. 108; перепечатано во 2-й части «Стихотворений» Миллера и в «Английских поэтах» Н. В. Гербеля), Н. Л. Пушкаревым «Свет и Тени» (1878), А. А. Коринфским (СПб., 1893; премия журнала «Наше Время»), Н. С. Гумилёвым. Отрывок из «Кристабель» перевёл И. И. Козлов («Сын Отечества», 1823, № 18 и в «Стихотворениях», перепечатано в «Английских поэтах» Гербеля), целиком — Георгий Иванов. Поэма «Кубла-хан» переведена К. Д. Бальмонтом. Стихи Кольриджа «К осенней луне», «К речке Оттер», «Костюшко», «К Азре» и «К природе» переведены Дмитрием Щедровицким. В 2011 году вышла книга У. Вордсворт и С. Т. Кольридж, «Лирические баллады и другие стихотворения»: М., Издательский центр РГГУ. В ней содержатся четыре новых перевода из Кольриджа, сделанных Игорем Меламедом.
В 1974 г. в серии «Литературные памятники» вышли «Стихи» Кольриджа.

## Память
В честь Кольриджа назван кратер на Меркурии.